# Bois de la Bastide
Le bois de la Bastide est un parc situé sur la commune de Limoges, au nord de la ville, près du quartier de La Bastide, et non loin de celui de Beaubreuil, enserré par la route nationale 520, qui à l'ouest permet de relier Limoges à Beaubreuil, et par l'A 20.
Il est coupé en sa partie méridionale par la RD 250, qui joint les deux grands axes cités précédemment. Par ailleurs, le Zénith de Limoges y a été construit.
Sa superficie totale est d'environ 110 hectares.